# اندیس گچ سه کته
گچ سه کته یک اندیس غیرفلزی است که در حوالی شهر اردل استان چهارمحال و بختیاری قرار دارد و مادهٔ معدنی موجود در آن، گچ است. و دیرینگی آن به دوران میوسن می‌رسد. 